# Federación Venezolana de Tenis de Mesa
La Federación Venezolana de Tenis de Mesa (FVTM) es el máximo organismo del tenis de mesa  de Venezuela. Tiene como finalidad organizar, dirigir, coordinar, planificar, programar, fomentar, controlar y supervisar las actividades y competencias de tenis de mesa que se realicen en el país.
Adicionalmente es el ente encargado de seleccionar y/o preparar a las distintas selecciones deportivas de tenis de mesa  que representaran a Venezuela en el exterior
Se encuentra registrada y reconocida por el Instituto Nacional de Deportes, afiliada al Comité Olímpico Venezolano (COV), a la Federación Internacional de Tenis de Mesa (ITTF), a la Unión Latinoamericana de Tenis de Mesa (ULTM) y a la Confederación Sudamericana de Tenis de Mesa (CONSUTEME).
En fecha 14 de diciembre del 2022 la Federación Venezolana de Tenis de Mesa (FVTM) escogió nueva Junta Directiva, para el período 2022 – 2026, la cual será presidida por el Sr Danir Balbas.

## Historia[1]
En Venezuela  no hay una fecha cierta que indique, con precisión, cuando y donde comenzó a practicarse el tenis de mesa. Sin embargo una importante influencia en el inicio de la práctica del tenis de mesa en Venezuela es la proporcionada por el  movimiento tenístico que llegó al país en los inicios de la década de los años 1920. Es así como a fines de 1925 se organiza en Caracas la divisa pionera del país, el Ávila Tenis Club que funcionaba en el sector capitalino conocido como Los Caobos. En ese club se practicaba también el tenis de mesa y posteriormente en las décadas de 1940 y 1950 constituyó un importante equipo en las competencias de tenis de mesa en Caracas.
En las décadas de los años 1930 a 1950, la práctica del tenis de mesa en Venezuela ya era frecuente, tanto en Caracas como en las principales ciudades del país.
La Federación Venezolana de Tenis de Mesa (FVTM) se funda en Caracas el 15 de mayo de 1951, siendo su primer presidente René Hemmer. La FVTM es seguidamente registrada en el Instituto Nacional del Deporte (IND) y afiliada al Comité Olímpico Venezolano (COV) , a la Confederación Suramericana de Tenis de Mesa y a la Federación internacional de tenis de Mesa (ITTF) en 1955 
Los jugadores más destacados en el inicio de la década de 1950 fueron: Roberto Smitter, quien fue el primer campeón nacional en el año 1951 y quien repitió en el año 1953; Zvonimir Mikolji , quien fue subcampeón nacional en el año 1953 y campeón nacional el año 1961 y fue el primer entrenador nacional en el periodo 1953-1954. Luis Acevedo y J.A. Ponce, quienes integraron el equipo nacional que compitió en los Juegos Deportivos Bolivarianos celebrados en Caracas en 1951, logrando la Medalla de Plata en Dobles Masculino. Otros jugadores destacados fueron: René Hemmer; Donald Rincones; Carlos Molina; León Schultz; Csaba Barany; Fernando Martinez y Elio Torres en Caracas, en el interior Pablo Rojas; Hernán Codecido y Rafael Palacios en Carabobo y en Maracaibo Moisés Moreno y el Dr. Carlos Montiel, quien durante 10 años (1952-1962) fue Campeón del Estado Zulia.  
En 1958 se celebra en Caracas el X Campeonato Suramericano de Tenis de Mesa, participando el equipo nacional en esa competencia, la cual fue dominada ampliamente por el poderoso equipo de Brasil, liderado por su jugador estrella Ubiracy Rodríguez Da Costa, más conocido como “Biriba”. 
En 1958, llega a Venezuela  el jugador de origen húngaro Denes Gaal, quien con su excelente calidad técnica contribuyó decididamente a elevar el nivel de juego en el país. Denes Gaal obtiene el Campeonato Nacional Individual el año 1962 , iniciando así una cadena de triunfos a nivel nacional, incluyendo Campeonatos Nacionales en Individuales, Dobles Masculinos, por Equipos y Dobles Mixtos, en esta última especialidad conjuntamente con su esposa, de ese momento, Betty Castro de Gaal. También es de mencionar que Denes Gaal introdujo y distribuyó las raquetas con esponja y de superficie lisa, lo cual contribuyó a fomentar un estilo de juego más rápido y de gran efecto.
En marzo de 1959, Venezuela participa por primera vez en un campeonato mundial de tenis de mesa al participar en el Campeonato Mundial n.º 25 celebrado en Dortmund, Alemania.
Para finales de la década de 1960 y comienzos de 1970 destacan entre otros los Campeones Nacionales: Martin Jakubowitz (1964), con un estilo de juego defensivo de gran consistencia y Julio Cruz  (1966) jugador que introdujo en el país la técnica de ataque con efecto hacia adelante o “topspin”.  Con esta técnica este jugador logró obtener el título de Campeón Individual y Doble Masculino de Centro América y el Caribe, así como el título por Equipo para Venezuela. 
En 1966, se encarga de la Presidencia de la FVTM , Rafael Marcial Garmendia, jugador y directivo deportivo larense quien impulso decisivamente el tenis de mesa en Venezuela.   
Durante las décadas de 1970 y 1980 destacan a nivel internacional Elizabeth Popper y Francisco López.  Otros jugadores destacados fueron entre otros: Nieves Arevalo; Ulises Cancines; Freddy Montaño; Germán Briceño.
En las últimas décadas ha tenido gran figuración internacional Fabiola Ramos.